# Thomas Petry
Thomas Petry (* 25. März 1964 in Idar-Oberstein) ist ein deutscher Politiker (Bündnis 90/Die Grünen). Er war von 2013 bis 2016 Landesvorsitzender von Bündnis 90/Die Grünen Rheinland-Pfalz.

## Persönliches und Ehrenämter
Thomas Petry wuchs in Idar-Oberstein auf. Er absolvierte von 1980 bis 1983 eine Ausbildung zum Straßenbauer und erlangte 1985 die Fachhochschulreife. Von 1985 bis 1990 studierte er Architektur an der Fachhochschule Mainz und der Fachhochschule Wiesbaden. Von 1989 bis 1990 war er Vorsitzender des AStA der Fachhochschule Wiesbaden und Mitglied im Studentenparlament.
1980 wurde er Mitglied der Industriegewerkschaft Bau-Steine-Erden, heute IG Bauen-Agrar-Umwelt. Bis 1994 übte er als Gewerkschafter verschiedene Ämter auf Orts-, Bezirks- und Landesebene aus.
Seit 2004 ist Petry Mitglied im Vorstand des Kreisverbands Birkenfeld von Bündnis 90/Die Grünen. Bei den Kommunalwahlen in Rheinland-Pfalz 2004 gelang ihm auf Anhieb der Einzug in den Stadtrat von Idar-Oberstein. Seither führt er die grüne Stadtratsfraktion als Vorsitzender an. Bei den Kommunalwahlen in Rheinland-Pfalz 2014 gelang ihm zudem der Einzug in den Kreistag Birkenfeld.
Am 18. Juni 2011 wurde Petry Mitglied des geschäftsführenden Landesvorstands von Bündnis 90/Die Grünen Rheinland-Pfalz. Bis 2013 übte er dort zunächst das Amt des Landesschatzmeisters aus. Auf der Landesdelegiertenversammlung am 20. April 2013 in Bingen am Rhein wurde er von den Delegierten zum Landesvorsitzenden gewählt. Bei den Wahlen konnte er sich gegen den bisherigen Amtsinhaber Uwe Diederichs-Seidel durchsetzen.
Am 10. Dezember 2016 wurde Petry nicht als Landesvorsitzender wiedergewählt. Sein Nachfolger wurde Josef Winkler. Hintergrund war das schlechte Abschneiden der Grünen bei der letzten Landtagswahl, bei der sie von 15,4 % auf 5,3 % der Wählerstimmen abfielen.

## Kandidaturen für hauptamtliche politische Ämter
Petry hat mehrmals versucht, sich um ein politisches Hauptamt zu bewerben.
Zweimal kandidierte er für den Landtag Rheinland-Pfalz. Zuerst im Jahr 2011, dort erhielt er 12,9 % der Stimmen in seinem Wahlkreis. Eine weitere Kandidatur folgte im Jahr 2016, dabei erhielt Petry 6,5 % der Wählerstimmen. Beide Male zog er nicht in den Landtag ein.
Im Jahr 2010 kandidierte Petry als Landrat für den Landkreis Birkenfeld. Er erhielt 11,8 % der Wählerstimmen und kam nicht in die Stichwahl.
2014 gab Petry seine Bewerbung für das Amt des Oberbürgermeisters in Idar-Oberstein bekannt. Dort unterlag er seinen Mitbewerbern und kam ebenfalls nicht in die Stichwahl. Er erhielt 24,8 % der Stimmen.